# Raskin & Fleischmann

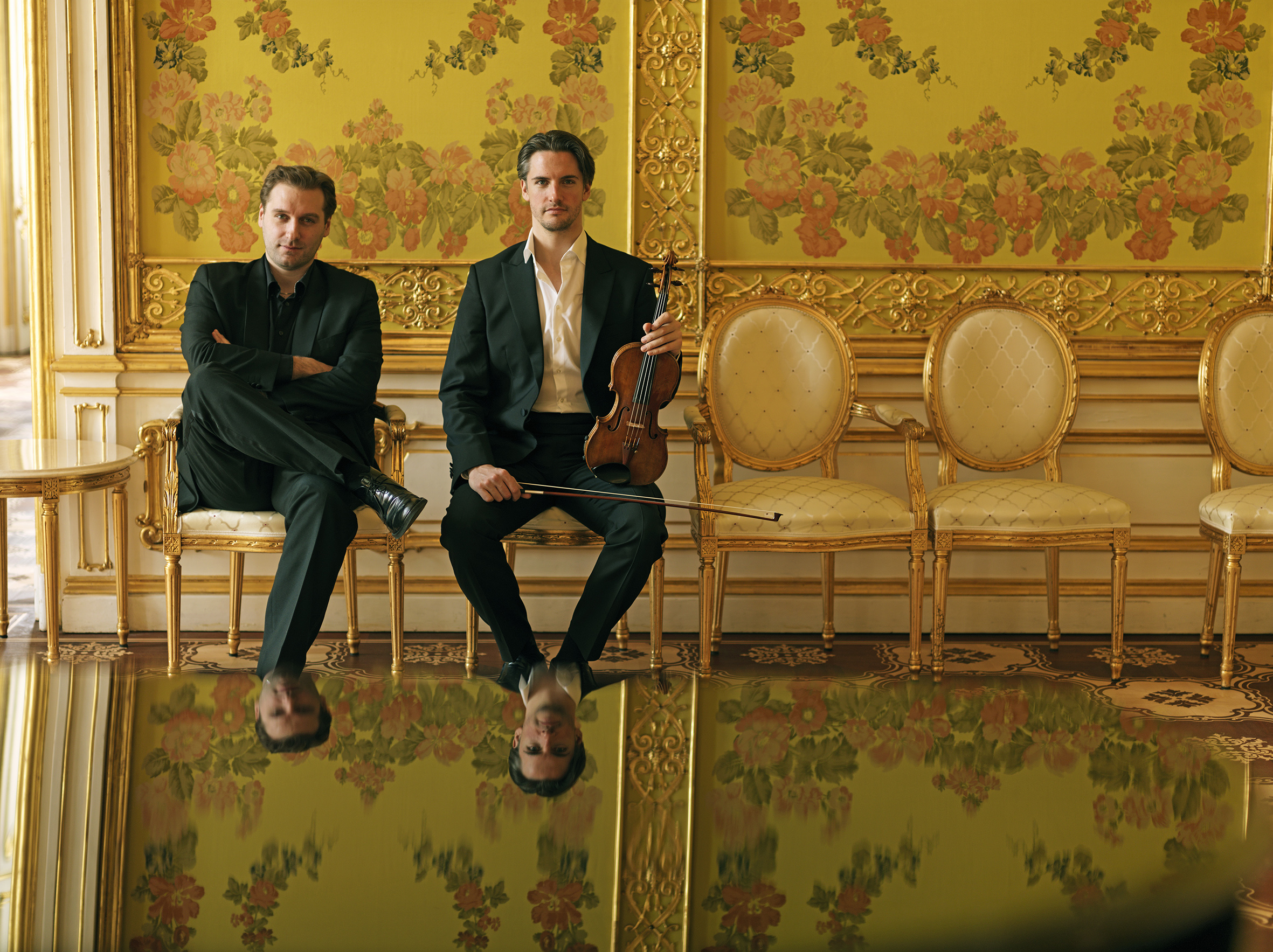
Raskin & Fleischmann, 2015.

Raskin & Fleischmann (2010–2016) war ein belgisch-österreichisches Duo.

## Wirken
Philippe Raskin und Johannes Fleischmann lernten einander im August 2009 während des Festivals Pablo Casals de Prades kennen. Seit ihrem Debüt im November 2010 in Wien spielten sie Konzerte in Europa, Afrika sowie Nord- und Südamerika. Im November 2011 erschien ihr Debütalbum mit Werken von Ludwig van Beethoven, Johannes Brahms und César Franck, das von der Kritik positiv aufgenommen wurde. Neben ihrem Debütkonzert im Wiener Musikverein führte das Duo 2014/15 mehrere internationale Konzerttourneen.
Einen Schwerpunkt ihrer Programme, der zu mehreren Uraufführungen des Duos führte, bildete zeitgenössische Musik. Raskin & Fleischmann arbeiteten wiederholt mit den Komponisten Christoph Ehrenfellner und Serkan Gürkan zusammen, die ihnen Werke widmeten.
Zusätzlich zu ihren Konzerten im Musikverein Wien, Flagey in Brüssel und dem großen Saal des Tchaikovsky Konservatoriums in Moskau, hielten Raskin & Fleischmann Meisterklassen und gaben Workshops für Kinder und Jugendliche aus sozial schwachen Verhältnissen bei El Sistema Türkei, der Universität Medellín, dem Michael Joseph Center Nairobi, im Slum Korogocho/Nairobi, in Bogotá, Limassol, Paphos, Nicosia, Xabiá und Jerewan.

## Auszeichnungen
Für die Jahre 2014/15 ernannte das österreichische Außenministerium Raskin & Fleischmann zu NASOM („New Austrian Sound of Music“) – Botschaftern.
Aufgrund ihrer „herausragenden Darbietungen als kammermusikalisches Ensemble“ erhielten Raskin & Fleischmann den „Piano Chamber Music Award“ des ISA-Festivals 2014.